# سایوز تی۱۳
سایوز-تی۱۳ (به روسی: Союз )(به معنای اتحاد) هشتمین مأموریت سرنشین دار سازمان فضایی شوروی به سمت ایستگاه فضایی سالیوت۷ و یک ماموریت بی سابقه برای تعمیر و فعال سازی دوباره آن ایستگاه بود. مقامات شوروی پس از باخبر شدن از مشکل اساسی در سامانه های خورشیدی و تامین انرژی سالیوت۷ تصمیم به انجام یک ماموریت دشوار و سریع گرفتند. فیلم سالیوت-۷ از روی حوادث این ماموریت ساخته شده است.

## خدمه مأموریت
| شماره | نام               | ملیت               | تعداد پرواز | نقش عملیاتی | تصویر |
| ۱     | ولادیمیر جانی‌بک‌اف | اتحاد جماهیر شوروی | ۵           | فرمانده     |       |
| ۲     | ویکتور ساوینیخ    | اتحاد جماهیر شوروی | ۲           | مهندس پرواز |       |